# 國光吟
國光 吟（くにみつ あきら、1983年7月19日 - ）は、日本の整体師（→宇宙ヨガインストラクター）。
妻は、元TBSアナウンサーの小林麻耶。

## 人物
生島企画室を経て、2020年11月13日より自動的に契約解除。
2021年2月に開設したYouTubeチャンネルでは小林吟と名乗り配信を行っていたが、2020年1月頃から小林姓を名乗っていたようだ、という記事が週刊ポストに記載されていた。